# Trophée Daryl-K.-(Doc)-Seaman
Le trophée Daryl-K.-(Doc)-Seaman (en anglais : Daryl K. (Doc) Seaman trophy) est un trophée de hockey sur glace remis annuellement depuis 1983 au meilleur joueur étudiant de la Ligue de hockey de l'Ouest.
Le trophée fut nommé en l'honneur de Daryl K. Seaman, natif de Calgary en Alberta qui travailla durant des années à la promotion des hautes études scolaire au hockey junior.

## Gagnant du trophée
Les joueurs surlignées en jaune ont également remporté le titre d'Étudiant de la saison de la Ligue canadienne de hockey.
| Saison    | Récipiendaire      | Équipe                   |
| --------- | ------------------ | ------------------------ |
| 1983-1984 | Ken Baumgartner    | Raiders de Prince Albert |
| 1984-1985 | Mark Janssens      | Pats de Regina           |
| 1985-1986 | Mark Janssens      | Pats de Regina           |
| 1986-1987 | Casey McMillan     | Hurricanes de Lethbridge |
| 1987-1988 | Kevin Cheveldayoff | Wheat Kings de Brandon   |
| 1988-1989 | Jeff Nelson        | Raiders de Prince Albert |
| 1989-1990 | Jeff Nelson        | Raiders de Prince Albert |
| 1990-1991 | Scott Niedermayer  | Blazers de Kamloops      |
| 1991-1992 | Ashley Buckberger  | Broncos de Swift Current |
| 1992-1993 | David Trofimenkoff | Hurricanes de Lethbridge |
| 1993-1994 | Byron Penstock     | Wheat Kings de Brandon   |
| 1994-1995 | Perry Johnson      | Pats de Regina           |
| 1995-1996 | Bryce Salvador     | Hurricanes de Lethbridge |
| 1996-1997 | Stefan Cherneski   | Wheat Kings de Brandon   |
| 1997-1998 | Kyle Rossiter      | Chiefs de Spokane        |
| 1998-1999 | Chris Nielsen      | Hitmen de Calgary        |
| 1999-2000 | Chris Nielsen      | Hitmen de Calgary        |
| 2000-2001 | Dan Hulak          | Winter Hawks de Portland |
| 2001-2002 | Tyler Metcalfe     | Thunderbirds de Seattle  |
| 2002-2003 | Brett Dickie       | Wheat Kings de Brandon   |
| 2003-2004 | Devan Dubnyk       | Blazers de Kamloops      |
| 2004-2005 | Gilbert Brulé      | Giants de Vancouver      |
| 2005-2006 | Brennan Wray       | Warriors de Moose Jaw    |
| 2006-2007 | Keith Aulie        | Wheat Kings de Brandon   |
| 2007-2008 | Jordan Eberle      | Pats de Regina           |
| 2008-2009 | Stefan Elliott     | Blades de Saskatoon      |
| 2009-2010 | Adam Lowry         | Broncos de Swift Current |
| 2010-2011 | Colin Smith        | Blazers de Kamloops      |
| 2011-2012 | Reid Gow           | Chiefs de Spokane        |
| 2012-2013 | Josh Morrissey     | Raiders de Prince Albert |
| 2013-2014 | Nelson Nogier      | Blades de Saskatoon      |
| 2014-2015 | Nick McBride       | Raiders de Prince Albert |
| 2015-2016 | Tanner Kaspick     | Wheat Kings de Brandon   |
| 2016-2017 | Brian King         | Silvertips d'Everett     |
| 2017-2018 | Ty Smith           | Chiefs de Spokane        |
| 2018-2019 | Dustin Wolf        | Silvertips d'Everett     |
| 2019-2020 | Dylan Garand       | Blazers de Kamloops      |
| 2020-2021 | Ethan Peters       | Oil Kings d'Edmonton     |
| 2021-2022 | Connor Levis       | Blazers de Kamloops      |
| 2022-2023 | Quinn Mantei       | Wheat Kings de Brandon   |
| 2023-2024 | Noah Chadwick      | Hurricanes de Lethbridge |
| 2024-2025 | Max Curran         | Americans de Tri-City    |